# Nas (rapper)
Nas, pseudonimo di Nasir bin Olu Dara Jones, o semplicemente Nasir Jones (New York, 14 settembre 1973), è un rapper, produttore discografico, attivista e attore statunitense.
Figlio di Olu Dara, Nas ha ottenuto otto dischi di platino e multi-platino consecutivi, vendendo oltre 35 milioni di dischi in tutto il mondo, ed è considerato da molti come il miglior rapper di sempre, alla pari dei soli Biggie Smalls, Tupac Shakur, Eminem e Jay-Z. È anche un imprenditore con la sua etichetta discografica, la Ill Will Records, e lavora come editore associato della rivista Mass Appeal, nonché proprietario di un negozio di sneaker Fila. Ha firmato un contratto con la Mass Appeal Records.
La sua carriera musicale inizia nel 1991, come artista presente nell'album dei Main Source Breaking Atoms nella traccia Live at the Barbeque. Il successo critico del suo album d'esordio Illmatic (1994) – spesso considerato il miglior album nella storia del genere – e quello commerciale del secondo It Was Written (1996) – che resta al numero 1 della Billboard 200 per quattro settimane consecutive e ottiene la certificazione di doppio platino in due mesi – lo portano a essere considerato uno dei migliori artisti di New York per poi auto-proclamarsi «Re di New York» e a rivaleggiare con Jay-Z per il trono lasciato vacante dopo l'assassinio di The Notorious B.I.G., maturando fino a diventare un'icona leggendaria nella storia del genere. Dal 2001 al 2005 il rapper è coinvolto in una faida molto pubblicizzata con Jay-Z, quindi nel 2006 Nas firma con la Def Jam con cui pubblica Hip Hop Is Dead. Nel 2010 esce Distant Relatives, un album collaborativo fatto assieme a Damian Marley, i cui ricavi sono donati ad associazioni di beneficenza in Africa. Il suo undicesimo album in studio, Life Is Good (2012), è stato nominato a un premio Grammy nella categoria "Miglior Album Rap".
MTV l'ha inserito al quinto posto nella sua lista come uno dei «migliori MC di tutti i tempi», la rivista The Source al secondo posto tra i «50 migliori parolieri di sempre» (2012), l'anno seguente MTV lo promuove al quarto posto nella sua lista dei «migliori MC nel gioco». About.com. lo inserisce al primo posto tra i «50 migliori MC di sempre» e Billboard lo piazza quinto tra i «10 migliori rapper di tutti i tempi.»
Nel 2016 narra la serie TV The Get Down – di cui è anche produttore esecutivo – prestando la propria voce per il rapping del personaggio di Ezekiel adulto del 1996. Nel 2021 vince il suo primo Grammy Award nella categoria "Best Rap Album" con King's Disease.

## Biografia

### Infanzia e primi anni
Nasir bin Olu Dara Jones nasce il 14 settembre 1973 a Brooklyn, New York Suo padre è di origini nigeriane, Olu Dara (nato Charles Jones III), nativo del Queens, è un musicista jazz e blues. Sua madre, Fannie Ann Jones, ha lavorato nel servizio postale dello stato di New York. Ha un fratello di nome Jabari Fret, meglio noto come "Jungle", membro del gruppo hip-hop Bravehearts. Suo padre prese il nome "Olu Dara" dal popolo Yoruba.
Da bambino, Nas e la sua famiglia si sono trasferiti nelle case popolari del Queensbridge nel quartiere di Long Island City del Queens. Il suo vicino, Willy "Ill Will" Graham, ha influenzato il suo interesse nella musica hip hop facendogli ascoltare i dischi. I suoi genitori divorziano nel 1985 e lui smette di andare a scuola dopo aver finito le medie, pur sviluppando da autodidatta un elevato grado di alfabetizzazione e al tempo stesso approfondendo la cultura della strada che caratterizzeranno le sue rime. Nei suoi primi anni, suona la tromba e inizia a scrivere le proprie rime.

### Vita personale
Nas è portavoce e mentore del P'Tones Records, un programma del dopo-scuola senza scopo di lucro che ha la missione di «creare opportunità costruttive per la gioventù urbana attraverso programmi musicali gratuiti.»
Il 15 giugno 1994 l'ex fidanzata di Nas, Carmen Bryan dà alla luce la loro prima figlia, Destiny. Nel 2005, dopo due anni di relazione, sposa la cantante R&B Kelis ad Atlanta. Il 30 aprile 2009 un portavoce ha confermato che Kelis ha chiesto il divorzio a causa di differenze inconciliabili. Il 21 luglio 2009 Kelis dà alla luce il primo figlio di Nas, Knight, che il rapper annuncia in un concerto nel Queens contro il parere di Kelis. Il divorzio della coppia è stato finalizzato il 21 maggio 2010.
Nel gennaio 2012 Nas è coinvolto in una disputa con promotore di un concerto in Angola, dopo aver accettato $ 300.000 per un concerto nella capitale Luanda per la notte di capodanno per poi non presentarsi. Il promoter statunitense Patrick Allocco e suo figlio, che avevano organizzato il concerto, sono stati portati in prigione dal promoter locale che ha prestato i trecentomila dollari per il concerto. Solo dopo l'intervento dell'ambasciata statunitense, il promoter e suo figlio sono stati liberati, pur dovendo scontare i domiciliari nel proprio hotel. Alla fine Nas ha restituito tutti i $ 300.000 e dopo 49 giorni il promoter statunitensi e suo figlio sono stati liberati definitivamente.
Nel maggio del 2013, è annunciata l'apertura di un negozio di sneaker di Nas a Las Vegas chiamato 12 am RUN ("midnight run") come parte dello sviluppo del The Linq. Nel luglio successivo è stato onorato dall'università Harvard, in quanto l'istituzione ha creato la "Nasir Jones Hip-Hop Fellowship", una borsa di studio che servirà a finanziare gli studenti e gli artisti che mostrano potenziale e creatività nelle arti in connessione con l'hip hop.
Nas inoltre è tifoso di quattro delle otto franchigie newyorkesi dei quattro maggiori campionati sportivi professionistici americani: i New York Knicks dell’NBA, i New York Mets dell’MLB, i New York Rangers dell’NHL e i New York Giants dell’NFL. Spesso infatti lo si vede indossare tute delle quattro squadre ed è stato visto più volte al Madison Square Garden ed al Citi Field.

### 1991-1994: dagli esordi al successo precoce diIllmatic
(Nas, da NY State of Mind, traccia cardine per l'East Coast hip hop)
Da adolescente, Nas ingaggia il suo miglior amico e vicino di casa Willy "Ill Will" Graham come suo DJ. Inizialmente usa il soprannome "Kid Wave" prima di adottare il suo alias più noto di "Nasty Nas". Alla fine degli anni ottanta, incontra il produttore Large Professor e va negli studi dove stava registrando i loro album Rakim e Kool G Rap. Quando non erano nello studio di registrazione, Nas entrava nello studio e registrava il proprio materiale. Tuttavia, nessuna di queste registrazioni è stata mai pubblicata. Scelto Nas come pseudonimo, debutta con il brano Live at the Barbeque, una collaborazione con Akinyele ed il gruppo hardcore hip hop Main Source nell'album Breaking Atoms del 1991. Intorno alla metà del 1992, è avvicinato da MC Serch dei 3rd Bass, che diviene il suo manager e assicura a Nas un contratto discografico con la Columbia Records nello stesso anno. Nas fa il suo debutto sotto il nome di "Nasty Nas" nel singolo Halftime della colonna sonora di MC Serch per il film Zebrahead. Successivamente prende parte a Back to the Grill, traccia inserita nell'album di MC Serch Return of the Product (1992) con un ovvio riferimento a Live at the Barbeque. Nominato come il nuovo Rakim, le sue abilità nel rimare hanno attirato molte attenzioni nella comunità hip-hop.
Nel 1994, Nas pubblica il suo album d'esordio, Illmatic. Il disco è premiato come miglior album del 1994 dalla rivista The Source ed è tuttora considerato da diversi critici come uno dei migliori album hip-hop di tutti i tempi. L'album presenta la produzione di DJ Premier, Pete Rock, Large Professor, L.E.S. e Q-Tip, assieme alle presenze dell'amico AZ (rapper di Brooklyn) e del padre Olu Dara. Dall'album sono estratti molti singoli, tra cui The World is Yours, It Ain't Hard to Tell e One Love. Shaheem Reid di MTV News ha definito Illmatic come «il primo LP classico del 1994.» Nel 1994, Nas registra anche la canzone One on One per la colonna sonora del film Street Fighter - Sfida finale. Nel suo libro To the Break of Dawn: a Freestyle on the Hip Hop Aesthetic, William Jelani Cobb scrive dell'impatto di Nas all'epoca:
Steve Huey di AllMusic descrive i testi di Nas su Illmatic come «estremamente colti» e i suoi rap come «superbamente fluidi indipendentemente dall'ampiezza del suo vocabolario», aggiungendo che Nas è «in grado di evocare la triste realtà della vita del ghetto senza perdere la speranza o dimenticare i bei tempi.» Recensendo il secondo album di Nas, It Was Written, Leo Stanley di Allmusic afferma che le rime non sono complesse come quelle di Illmatic, ma che comunque «non sono solo fluide, ma riescono anche a raccontare storie coerenti.» About.com classifica Illmatic come il più grande album hip-hop di sempre, e la rivista Prefix lo elogia come il «miglior disco hip-hop mai realizzato.» Illmatic guadagna subito lo status di disco «classico dell'hip hop.»

### 1995-1998: la svolta commerciale conIt Was Writtene The Firm
La Columbia Records inizia a pressare Nas affinché si dedichi a produzioni maggiormente commerciali, come The Notorious B.I.G., che aveva avuto successo pubblicando singoli di strada che mantenevano ancora un appeal radiofonico. Nel 1995 Nas è presente negli album Doe or Die di AZ, The Infamous dei Mobb Deep, Only Built 4 Cuban Linx... di Raekwon e 4,5,6 di Kool G Rap. Nello stesso periodo, si separa dal manager MC Serch accordandosi con Steve Stoute e iniziando a preparare il suo secondo disco, It Was Written, lavorando coscientemente verso un suono orientato al crossover pop. It Was Written, principalmente prodotto da Poke & Tone dei Trackmasters, è pubblicato nell'estate del 1996. I due singoli dell'album, If I Ruled the World (Imagine That) (con Lauryn Hill dei The Fugees) e Street Dreams, tra cui un remix di quest'ultimo brano con R. Kelly, divengono successi immediati. Queste canzoni sono promosse da video musicali di grande budget diretti da Hype Williams e che fanno diventare Nas un nome popolare nella musica hip-hop mainstream. It Was Written presenta l'esordio del supergruppo di Nas The Firm, comprendente all'inizio AZ, Foxy Brown e Cormega. Il disco espande anche il personaggio di "Nas Escobar", che viveva più in uno stile di vita alla Scarface/Casinò. Dall'altra parte, Illmatic, che, pur avendo molti riferimenti al protagonista di Scarface Tony Montana, trattava maggiormente i primi anni di vita di Nas mentre cresceva nelle case popolari. Il secondo sforzo di Nas si rivela un buon successo di critica e un grande successo commerciale, pur screditando in parte la credibilità hip hop dell'artista: solo nell'ultimo decennio, a distanza di svariati anni dalla pubblicazione il disco è stato rivalutato positivamente in numerose retrospettive, sia dalla critica che dai fan, che lo considerano (complice anche il declino qualitativo degli album successivi) quasi al livello di Illmatic se non migliore per alcuni e anche una fonte di ispirazione (come i rapper Schoolboy Q e Cordae).
Dopo aver firmato per l'etichetta di Dr. Dre, la Aftermath Entertainment, i Firm iniziano a lavorare sul proprio album di debutto. A metà della produzione dell'album, Cormega è licenziato dal gruppo da Steve Stoute, che aveva tentato senza successo di far firmare un contratto a Cormega con la sua società di gestione. Cormega divenne successivamente uno dei rivali maggiori di Nas e pubblicò diversi dissing underground hip hop nei confronti di Nas, Stoute e Nature, che aveva rimpiazzato Cormega come quarto membro dei Firm. The Firm: The Album esce nel 1997 arrivando al primo posto nella Billboard 200, ma senza riuscire a mantenersi all'altezza delle vendite previste e venendo stroncato dalla critica. In seguito il gruppo si scioglie e i singoli intraprendono percorsi separati.
In questo periodo, Nas è uno dei quattro rapper (assieme a B-Real, KRS-One e RBX) nel supergruppo hip-hop "Group Therapy" che appare nella canzone East Coast/West Caost Killas della raccolta Dr. Dre Presents the Aftermath.

### 1998-2000: i fallimenti diI Am...eNastradamus
Negli ultimi mesi del 1998, Nas inizia a lavorare a un doppio album intitolato I Am... The Autobiography, intendendo fare un lavoro a metà tra Illmatic e It Was Written, con ogni traccia che dettagliava una parte della sua vita. Nel 1998, Nas co-sceneggia e interpreta il lungometraggio di Hype Williams Belly. I Am... The Autobiography è completato all'inizio del 1999 e un video musicale è girato per il singolo principale del suo terzo sforzo, Nas is Like. Il singolo è prodotto da DJ Premier e contiene un campione vocale preso da It Ain't Hard to Tell. Nonostante ciò, poco prima dell'uscita, la maggior parte delle tracce trapelano su internet tramite MP3 e Nas e Stoute sono costretti a registrare rapidamente del materiale sostitutivo sufficiente a coprire un solo disco.
Il secondo singolo di I Am... è Hate Me Now che presenta Puff Daddy; il singolo è stato usato come esempio per dimostrare la svolta di Nas verso temi maggiormente commerciali. Il video mostra i due rapper crocifissi in modo simile a Gesù e dopo la pubblicazione del video, Puff Daddy chiede che la sua scena di crocifissione sia tagliata dal video. Nonostante ciò, una copia inedita del video di Hate Me Now arriva a essere trasmessa da MTV: alla fine, Puff Daddy e Stoute si accordano a livello extragiudiziale nel mese di giugno. La Columbia vuole pubblicare il materiale trapelato su internet da I Am... sotto il titolo Nastradamus nella seconda metà del 1999, ma, all'ultimo minuto, Nas decide di registrare un intero nuovo album per la pubblicazione del 1999 Nastradamus. Per rispettare la data dell'uscita del disco, Nas inizia a lavorare velocemente e il risultato non è accolto positivamente dalla critica: sebbene i critici abbiano sfoderato giudizi abbastanza severi nei confronti dell'album – ampiamente considerato il peggiore dell'artista, pur non essendo un fallimento commerciale avendo ottenuto la certificazione di platino dalla RIAA – dall'album esce una hit, You Owe Me.
Nel 2000, Nas & Ill Will Records Presents QB's Finest, meglio noto semplicemente come QB's Finest, è stato pubblicato dalla neonata etichetta di Nas Ill Will Records. QB's Finest è una raccolta in cui Nas raduna molti grandi artisti originari del Queensbridge inclusi i Mobb Deep, Capone, Tragedy Khadafi, Nature, i Bravehearts e Cormega, con cui Nas si riconcilia. L'album include anche la presenza di molte leggende dell'hip-hop del Queensbridge quali Roxanne Shanté, MC Shan e Marley Marl. Questi ultimi due appaiono entrambi nel singolo principale della raccolta, Da Bridge 2001, che si basa sul brano The Bridge creato dai due nel 1986. Gli appassionati e i critici temevano che la carriera di Nas fosse in declino, sia artisticamente sia commercialmente, poiché gli album in studio del 1999 I Am... e Nastradamus erano stati criticati come incoerenti.

### 2001-2003: la faida con Jay-Z,Stillmatice la rinascita artistica
Dopo essersi scambiati critiche velate su diverse canzoni, freestyle e apparizioni nei mixtape, la faida altamente pubblicizzata tra Nas e Jay-Z diviene nota al pubblico nel 2001. Nel suo brano Takeover, Jay-Z critica il rivale chiamandolo «fake» e definendo la sua carriera «debole». Nas risponde con Ether, in cui paragona Jay-Z al personaggio di J.J. Evans dalla sitcom Good Times alla mascotte dell'azienda di sigarette Joe Camel. La traccia è inclusa nel quinto album in studio di Nas, Stillmatic, pubblicato nel dicembre del 2001. Sua figlia, Destiny, è inserita come produttore esecutivo in Stillmatic in modo che possa sempre ricevere i diritti d'autore per l'album. Stillmatic raggiunge il quinto posto nella Billboard 200 ed estrae i singoli Got Ur Self a... (altro brano rivolto a Jay-Z) e l'apprezzato One Mic, che riceve una notevole rotazione da parte di MTV.
In risposta a Ether, Jay-Z pubblica il brano Supa Ugly, che la presentatrice radio Angie Martinez di Hot 97 fa ascoltare in anteprima l'11 dicembre del 2001. Nella canzone, Jay-Z si vanta esplicitamente di avere una relazione con la fidanzata di Nas, Carmen Bryan. La stazione radio hip-hop di New York City Hot 97 pubblica un sondaggio in cui chiede agli ascoltatori chi sia stato il rapper che ha pubblicato il miglior dissing tra i due e il risultato premia Nas con il 58% dei voti contro Jay-Z fermo al 42%. Nel 2002, nel mezzo della faida tra i due rapper di New York, Eminem cita sia Nas sia Jay-Z come due dei migliori MC del settore nella propria canzone 'Till I Collapse. Sia la disputa sia Stillmatic segnalano un ritorno artistico da parte di Nas dopo una serie di album deludenti. Nell'estate del 2002, fa sensazione il rifiuto di Nas di prendere parte all'annuale Summer Jam per protesta nei confronti di Jay-Z. La Columbia decide di capitalizzare il successo del ritorno artistico di Nas prima pubblicando a luglio l'EP di remix From Illmatic to Stillmatic: The Remixes, poi distribuendo a settembre The Lost Tapes, una compilation dei lavori registrati precedentemente tra quelli trapelati su internet e poi scartati per i due album del 1999 e altri inediti registrati tra il 1997 e il 2001, esce nel settembre del 2002 sotto l'etichetta della Columbia. La raccolta ottiene un successo commerciale rispettabile e recensioni entusiastiche da parte della critica.
Nel dicembre del 2002 Nas pubblica God's Son, album che raggiunge il primo posto tra gli album R&B/Hip-Hop nonostante un'ampia diffusione delle tracce del disco su internet prima dell'uscita. La rivista Time lo nomina miglior album dell'anno. Il secondo singolo estratto dall'album, I Can, che campiona Per Elisa di Beethoven, diviene il pezzo di maggior successo commerciale dell'artista, ottenendo un'ampia rotazione nelle stazioni radio e nei programmi televisivi musicali. Gran parte delle tracce presenti nel disco sono dedicate alla madre, morta di cancro nell'aprile 2002. Nel 2003, Nas appare nella canzone Play Me dell'album Take a Look in the Mirror dei Korn. In seguito, una esibizione live a New York City comprendente Ludacris, Jadakiss e Darryl McDaniels dei Run-D.M.C. è stata distribuita in DVD come Made You Look: God's Son Live.
God's Son è stato fondamentale nella lotta di potere tra Nas e Jay-Z nell'industria hip-hop dell'epoca. In un articolo al riguardo, Joseph Jones di PopMatters ha dichiarato: «che ti piaccia o meno, Ether ha fatto questo. Con God's Son, Nas ha l'opportunità di cementare il suo status come Re di NY almeno per altri 3-4 anni o potrebbe dimostrare di non essere il salvatore su cui gli appassionati di hip-hop dovrebbero puntare le proprie speranze.» Dopo l'uscita dell'album, inizia ad aiutare i Bravehearts, composti da suo fratello minore "Jungle" e dall'amico "Wizard", facendogli completare e pubblicare il loro album d'esordio, Bravehearted. L'album presenta come ospiti Nas, Nashawn, Lil Jon e Jully Black.

### 2004-2006:Street's Disciplee il contratto con la Def Jam
Il 30 novembre del 2004, Nas pubblica il suo primo doppio album Street's Disciple. Nel doppio disco affronta temi sia politici sia personali, incluso il matrimonio imminente con la cantante R&B Kelis. Il doppio singolo Thief's Theme/You Know My Style è stato pubblicato diversi mesi prima della distribuzione dell'album, seguito dal singolo Bridging the Gap. Nonostante Street's Disciple abbia ottenuto la certificazione di platino da parte della RIAA, è servito come svolta nei confronti dei precedenti successi commerciali di Nas.
Nel 2005 Nas continua a fare collaborazioni, tra le altre con Kanye West in We Major (Late Registration) e con Damian Marley (figlio di Bob) in Road to Zion (Welcome to Jamrock). Sempre nello stesso anno, 50 Cent fa un dissing a Nas in Piggy Bank, che mette in discussione la sua reputazione nella comunità hip-hop. Nell'ottobre seguente, Nas si presenta a sorpresa al concerto dell'"I Declare War" di Jay-Z, ponendo fine alla faida iniziata nel 2001 e riappacifica con il rivale:
(Jay-Z, presentando Nas al suo "I Declare War")
Jay-Z chiama Nas sul palco e i due si esibiscono nelle simboliche The World is Yours (1994) e Dead Presidents II (1996). La riconciliazione dà l'opportunità a Nas di firmare un contratto con la Def Jam Recordings, etichetta della quale Jay-Z all'epoca era presidente. Nas firma nel gennaio 2006. La firma includeva un accordo sul fatto che Nas avrebbe dovuto pagare circa $ 3 milioni, incluso un budget di registrazione, per ciascuno dei suoi primi due album con Def Jam.

### 2006-2008:Hip Hop Is Deade controversie
Chiamato all'inizio Hip Hop Is Dead...The N, Hip Hop Is Dead era un commento sullo stato dell'hip-hop e presentava Black Republican, una collaborazione promozionale con Jay-Z. L'album debutta per l'etichetta Def Jam e per la nuova label di Nas, "The Jones Experience", al numero uno della Billboard 200 vendendo 355 000 copie – terzo album solista al numero uno per Nas dopo It Was Written e I Am.... Ha anche ispirato reazioni sullo stato dell'hip-hop, in particolare facendo nascere delle polemiche con gli artisti southern hip hop che sentivano che il titolo dell'album era una critica rivolta a loro. Il brano di Nas del 2004 Thief's Theme è stato inserito nel film del 2006 The Departed - Il bene e il male. La precedente etichetta di Nas, Columbia Records, pubblica la raccolta Greatest Hits nel mese di novembre.
Il 12 ottobre 2007, Nas annuncia che il suo prossimo album si sarebbe chiamato Nigger. Gli opinionisti progressisti, come ad esempio Jesse Jackson e Al Sharpton, assieme al canale di news dell'ala conservativa Fox News si indignano; Jackson invita gli intrattenitori a smettere di usare quell'epiteto dopo che il comico Michael Richards l'ha usato in una performance alla fine del 2006. La polemica si intensifica a mano a mano che ci si avvicina alla data di uscita dell'album, arrivando al punto di far nascere voci sul fatto che la Def Jam avrebbe lasciato Nas se non avesse cambiato il titolo dell'album. Inoltre, Hakeem Jeffries membro dell'assemblea di Fort Green (Brooklyn), ha chiesto al supervisore dei conti di New York Thomas DiNapoli di ritirare $ 84 milioni dal fondo pensionistico che sarebbero stati investiti nella Universal e nella Vivendi se il titolo dell'album non fosse stato cambiato. Dall'altra parte, Nas ottiene il sostegno di molti personaggi famosi nell'industria dello spettacolo, tuttavia il management di Nas temeva che il prodotto non sarebbe stato venduto da catene di negozi com per esempio Wal-Mart, limitando così la sua distribuzione.
Il 19 maggio 2008, Nas decide di rinunciare al titolo dell'album, pur replicando alle critiche di Jesse Jackson dichiarando che ha fatto il suo tempo, e dicendo anche che «le persone sapranno sempre qual è il vero titolo di questo album e come chiamarlo.»
L'album è stato pubblicato il 15 luglio del 2008, senza titolo. Presenta una produzione fatta da Polow da Don, stic.man dei Dead Prez, Jay Electronica, Sons of Light e J. Myers, A luglio, Nas raggiunge un accordo con l'azienda Fila. Successivamente lavora nell'album in studio Detox di Dr. Dre ed è premiato come «Emcee dell'anno» agli HipHopDX Awards 2008 per il suo ultimo lavoro e per la qualità delle apparizioni sugli altri album. Secondo HipHopDX è «diventato un artista che prospera grazie alla reinvenzione e andando contro il sistema.»

#### La controversia della Virginia Tech
Il 6 settembre del 2007, Nas si è esibito in un concerto gratuito per il corpo studentesco e la facoltà della Virginia Tech in seguito al massacro avvenuto pochi mesi prima, unendosi a John Mayer, Dave Matthews Band, Alan Jackson e Phil Vassar. All'annuncio della sua esibizione, il commentatore politico Bill O'Reilly e la Fox News denunciano il concerto e chiedono che Nas ne sia escluso citando i testi "violenti" delle sue canzoni come Shoot 'Em Up, Got Ur Self a... e Made You Look e definendo l'artista come un rapper gangsta. Nas si esibisce ugualmente e successivamente risponde a O'Reilly in diverse interviste tra talk show e pubblicazioni, affermando che lui «non c'entra nulla con le persone vere che vanno a scuola o con i genitori che hanno dovuto sopportare quella tragedia.»

### 2009-2019:Distant Relatives,Life Is Good,NasireThe Lost Tapes 2

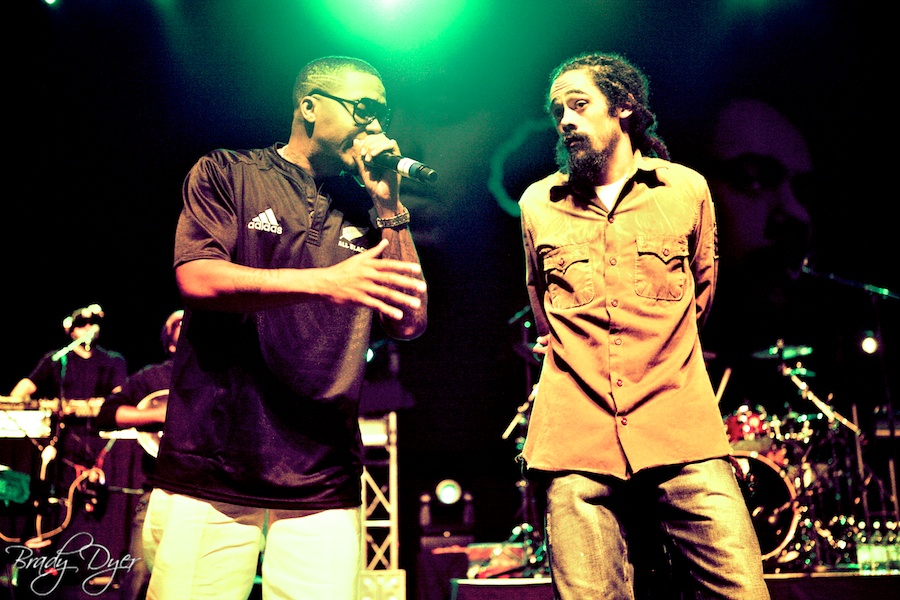
Nas e Damian Marley in concerto a Wellington, Nuova Zelanda

Ai Grammy Awards 2009, Nas conferma la collaborazione con il musicista reggae Damian Marley per un nuovo album. Inoltre, in un'intervista, aggiunge di essere fan di Bob Marley e di apprezzare il legame tra ragga e rap. Una parte del profitto è destinata alla costruzione di una scuola in Africa. Nel 2010 viene dunque pubblicato il disco Distant Relatives, insieme a Damian Marley.
Dopo averlo annunciato nel 2010, l'anno seguente Nas dichiara che il mixtape The Lost Tapes 2 non verrà pubblicato a causa di problemi con la Def Jam, per lasciare il posto al suo nuovo album solista Life Is Good. Nell'agosto 2011 esce il primo singolo, intitolato Nasty, seguito, nel 2012, da altre due tracce: Daughters e The Don. L'album esce il 13 luglio e contiene collaborazioni con Rick Ross, Mary J. Blige e Large Professor; molte tracce vengono prodotte da No I.D.. Le critiche sono positive e in molti affermano che sia uno dei migliori album di Nas degli ultimi anni: Life Is Good è nominato ai Grammy Awards 2013 come miglior album rap.
Nel gennaio 2013, Nas inizia a lavorare al suo dodicesimo album, l'ultimo sotto l'etichetta Def Jam e che inizialmente dovrebbe uscire nel 2015.
Nel 2014, in occasione del ventesimo anniversario dell'uscita di Illmatic, pubblica il documentario Nas: Time Is Illmatic, in cui descrive le circostanze che l'hanno portato al suo album di debutto. Nello stesso anno pubblica il singolo The Season su strumentale di J Dilla e fonda l'etichetta discografica Mass Appeal Records, nel cui roster figurano vari artisti tra i quali Dave East, Fashawn, DJ Shadow e Run The Jewels.
Nel 2016, Nas è tra i produttori esecutivi della serie tv The Get Down, trasmessa da Netflix e incentrata sulla nascita della cultura hip hop e della musica rap, a cui partecipa anche come voce narrante e come autore di alcuni brani della colonna sonora. Nell'agosto dello stesso anno, collabora sul disco di DJ Khaled Major Key con il brano Nas Album Done, suggerendo l'imminente uscita di un suo nuovo lavoro solista. Nel novembre seguente, collabora con Lin-Manuel Miranda, Dave East e Aloe Blacc in una canzone chiamata Wrote My Way Out, inserita nell'album The Hamilton Mixtape. L'uscita del suo dodicesimo disco è confermata per il 2017, nel frattempo il 12 aprile 2017 viene pubblicato il brano Angel Dust per la colonna sonora della seconda parte di The Get Down. Nell'aprile 2018, Kanye West annuncia di essere il produttore del nuovo album di Nas, che esce a sorpresa il 15 giugno col titolo Nasir.
Dopo la pubblicazione di Nasir, Nas rivela di essere tornato a lavorare ad un progetto precedente che avrebbe compreso produzioni di Swizz Beatz e RZA. Il progetto è stato pubblicato sotto il titolo The Lost Tapes 2, come seguito all'album di Nas del 2002 The Lost Tapes, ed è stato prodotto tra gli altri da Swizz Beatz, RZA, Pharrell Williams, Kanye West e The Alchemist.

### 2020-oggi: serieKing's DiseaseeMagice album con DJ Premier
Nel 2020 annuncia la pubblicazione imminente del suo tredicesimo album, intitolato King's Disease, prodotto esecutivamente di Hit-Boy, il cui primo singolo Ultra Black viene pubblicato il 14 agosto. Il disco, contenente le collaborazioni di Anderson .Paak, A$AP Ferg, Big Sean e altri vede luce una settimana dopo. Con quest'ultimo progetto vince il suo primo Grammy Award in carriera nella categoria di migliore album rap. Il sequel dell'album King's Disease II, il cui produttore esecutivo è nuovamente Hit-Boy e che contiene le collaborazioni di Lauryn Hill, Eminem, EPMD e altri, viene pubblicato il 6 agosto 2021 e debutta alla terza posizione della Billboard 200, divenendo il miglior debutto in classifica di Nas dal 2012. Il 24 dicembre successivo pubblica l'album Magic, anch'esso prodotto da Hit-Boy e contenente le apparizioni di ASAP Rocky e DJ Premier.
King's Disease III, il terzo ultimo album della serie prodotto interamente da Hit-Boy, viene pubblicato a novembre 2022 ed è il primo album di Nas ad essere privo di collaborazioni; l'album riceve notevole apprezzamento dalla critica specializzata per la qualità del rapping e dei testi di Nas e della produzione di Hit-Boy e diventa l'album di Nas con la migliore valutazione su Metacritic. L'album ha anche ricevuto una candidatura ai Grammy Awards 2023 nella categoria di miglior album rap. Magic 2 e Magic 3 sono stati pubblicati rispettivamente il 21 luglio e il 14 settembre 2023, segnando gli ultimi due progetti collaborativi fra Nas e Hit-Boy.
Il 19 aprile 2024 Nas e DJ Premier hanno pubblicato il singolo Define My Name, annunciando che per il trentesimo anniversario di Illmatic avrebbero pubblicato un album collaborativo entro la fine dell'anno.

## Abilità artistica
Nas è stato elogiato per la capacità di creare un «impatto devastante tra testo e produzione» dal giornalista Peter Shapiro, oltre a creare una «potente evocazione della vita di strada» e si è guadagnato i paragoni perfino con Rakim per la sua tecnica lirica. Adam Bradley, nel suo libro Book of Rhymes. The Poetics of Hip Hop (2009), dichiara che «Nas è forse il più grande innovatore nella narrazione del rap contemporaneo. Il suo catalogo include canzoni narrate prima della nascita (Fetus) e dopo la morte (Amongst Kings), biografie (UBR [Unauthoried Biography of Rakim]) e autobiografie (Doo Rags), racconti allegorici (Money is My Bitch) ed epistolari (One Love), ha rappato con voce da donna (Sekou Story) e dalla prospettiva di un'arma da fuoco (I Gave You Power).

## Discografia

### Album in studio
- 1994 – Illmatic
- 1996 – It Was Written
- 1999 – I Am...
- 1999 – Nastradamus
- 2001 – Stillmatic
- 2002 – God's Son
- 2004 – Street's Disciple
- 2006 – Hip Hop Is Dead
- 2008 – Untitled
- 2012 – Life Is Good
- 2018 – Nasir
- 2020 – King's Disease
- 2021 – King's Disease II
- 2021 – Magic
- 2022 – King's Disease III
- 2023 – Magic 2
- 2023 – Magic 3

### Album collaborativi
- 2010 – Distant Relatives (con Damian Marley)

### Con i The Firm
- 1997 – The Album

## Filmografia

### Cinema
- Belly, regia di Hype Williams (1998)
- In Too Deep, regia di Michael Rymer (1999) - non accreditato
- Ticker - Esplosione finale (Ticker), regia di Albert Pyun (2001)
- Sacred is the Flesh (2001)
- John Q, regia di Nick Cassavetes (2002)
- Le ragazze dei quartieri alti (Uptown Girls), regia di Boaz Yakin (2003)
- Un Natale speciale a New York (Black Nativity), regia di Kasi Lemmons (2013)
- Hidden Colors 3: The Rules of Racism (2013)
- Nas: Time is Illmatic, regia di One9 (2014)
- Vite da popstar (Popstar: Never Stop Never Stopping), regia di Akiva Schaffer e Jorma Taccone (2016)
- Monster, regia di Anthony Mandler (2018)

#### Produttore
- Sacred is the Flesh, regia di Carl Seaton (2001)
- Survivor 1, regia di Nasir Jones (2011)
- Shark the Dust, regia di Adam Sjöberg (2014)

#### Sceneggiatore
- Belly, regia di Hype Williams (1998)
- Sacred is the Flesh, regia di Carl Seaton (2001)
- Survivor 1, regia di Nasir Jones (2011)

#### Regista
- This is the N (2007)
- Survivor 1 (2011)

### Televisione
- Hawaii Five-0 (2010) - nell'episodio Vicini di casa
- The Get Down (2016)

#### Produttore
- Me and Mr. Jones (2007) - reality show
- Tyson, regia di James Toback (2008) - documentario
- The Get Down (2016) - nell'episodio Where There Is Ruin, There Is Hope for a Treasure

## Premi e riconoscimenti

### Grammy Award
Nas ha vinto un Grammy su 14 candidature
| Anno | Nomina                                                | Categoria                                | Risultato       |
| ---- | ----------------------------------------------------- | ---------------------------------------- | --------------- |
| 1997 | If I Ruled the World (Imagine That)                   | Best Rap Solo Performance                | Candidato/a     |
| 2000 | I Am...                                               | Best Rap Album                           | Candidato/a     |
| 2003 | One Mic                                               | Best Music Video                         | Candidato/a     |
| 2003 | The Essence (con AZ)                                  | Best Rap Performance by a Duo or a Group | Candidato/a     |
| 2008 | Better Than I've Ever Been (con Kanye West & KRS-One) | Best Rap Performance by a Duo or a Group | Candidato/a     |
| 2008 | Hip Hop Is Dead                                       | Best Rap Album                           | Candidato/a     |
| 2009 | Untitled                                              | Best Rap Album                           | Candidato/a     |
| 2009 | N.I.G.G.E.R. (The Slave and the Master)               | Best Rap Solo Performance                | Candidato/a     |
| 2010 | Too Many Rappers (con i Beastie Boys)                 | Best Rap Performance by a Duo or a Group | Candidato/a     |
| 2013 | Daughters                                             | Best Rap Performance                     | Candidato/a     |
| 2013 | Daughters                                             | Best Rap Song                            | Candidato/a     |
| 2013 | Cherry Wine (con Amy Winehouse)                       | Best Rap/Sung Collaboration              | Candidato/a     |
| 2013 | Life Is Good                                          | Best Rap Album                           | Candidato/a     |
| 2021 | King's Disease                                        | Best Rap Album                           | Vincitore/trice |

### BET Awards
| Anno | Nomina | Categoria                | Risultato   |
| ---- | ------ | ------------------------ | ----------- |
| 2002 | Nas    | Best Male Hip Hop Artist | Candidato/a |
| 2013 | Nas    | Centric Award            | Candidato/a |

### BET Hip Hop Awards
| Anno | Nomina       | Categoria                  | Risultato       |
| ---- | ------------ | -------------------------- | --------------- |
| 2006 | Nas          | I Am Hip-Hop Icon Award    | Vincitore/trice |
| 2008 | Nas          | Lyricist of the Year Award | Candidato/a     |
| 2008 | Untitled     | CD of the Year             | Candidato/a     |
| 2012 | Nas          | Lyricist of the Year Award | Candidato/a     |
| 2012 | Daughters    | Impact Track               | Vincitore/trice |
| 2013 | Life Is Good | Album of the Year          | Candidato/a     |

### MTV Video Music Awards
| Anno | Nomina                                        | Categoria          | Risultato   |
| ---- | --------------------------------------------- | ------------------ | ----------- |
| 1999 | Hate Me Now (featuring Puff Daddy)            | Best Rap Video     | Candidato/a |
| 2002 | One Mic                                       | Video of the Year  | Candidato/a |
| 2002 | One Mic                                       | Best Rap Video     | Candidato/a |
| 2003 | I Can                                         | Best Rap Video     | Candidato/a |
| 2003 | Thugz Mansion (con Tupac Shakur & J. Phoenix) | Best Rap Video     | Candidato/a |
| 2005 | Bridging the Gap (featuring Olu Dara)         | Best Hip-Hop Video | Candidato/a |

### MTV Europe Music Awards
| Anno | Nomina | Categoria           | Risultato   |
| ---- | ------ | ------------------- | ----------- |
| 2012 | Nas    | Best Hip-Hop Artist | Candidato/a |